# Carl Junker
Carl Junker (Sankt Egyden am Steinfeld, 18 giugno 1827 – Vienna, 17 maggio 1882) è stato un ingegnere e architetto austriaco.

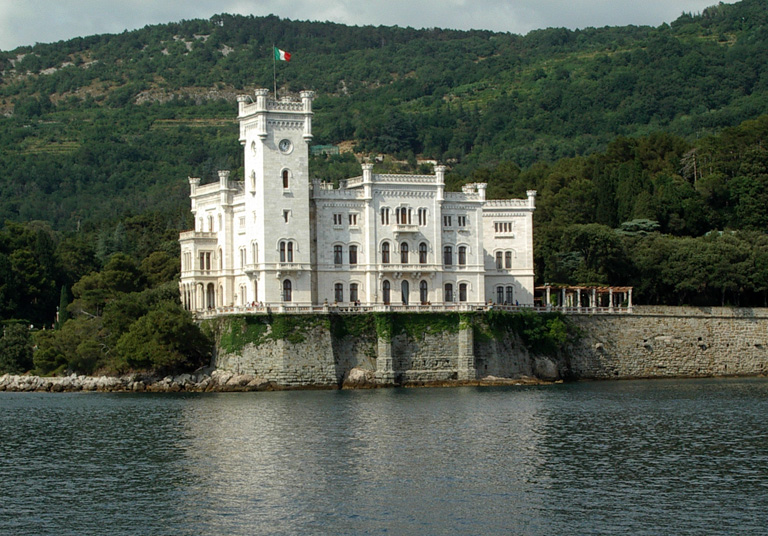
Castello di Miramare vicino a Trieste

Tra i suoi progetti più noti il Castello di Miramare vicino a Trieste e la prima tubazione viennese ad alta sorgente d'acqua.

## Biografia
Carl Junker nacque nel 1827 nella Bassa Austria. Studiò al Politecnico di Vienna, dal 1842 al 1845, e divenne ingegnere. Nella sua attività professionale, si dedicò principalmente alla costruzione di acquedotti e tubature dell'acqua. Nel 1847 fu coinvolto nella costruzione del canale di Suez collaborando con Luigi Negrelli. Nel 1855 rilevò i progetti per la costruzione dell'acquedotto Aurisina vicino a Trieste. Nel 1856, l'arciduca Ferdinando Massimiliano d'Austria, fratello dell'imperatore Francesco Giuseppe, gli commissionò la costruzione del castello di Miramare a Grignano vicino a Trieste. Nel 1860 assunse la direzione della costruzione di una chiesa a Bar in quello che oggi è il Montenegro. Gli fu commissionata da papa Pio IX che lo premiò con l'Ordine di Gregorio. Tra il 1860 e il 1861 costruì l'acquedotto dell'arena militare di Pola. Nel 1864, sulla base della sua esperienza in idrografia lavorò sulla tubatura dell'acqua di sorgente alta Kaiser-Franz-Josefs a Vienna. Fu l'ingegnere capo per la progettazione e la costruzione del serbatoio sopraelevato sul Rosenhügel nel XIII Distretto di Vienna Hietzing. Per il suo lavoro, Junker fu insignito della Croce dei Cavalieri dell'Ordine di Francesco Giuseppe dall'imperatore Francesco Giuseppe.

## Progetti
- Castello di Miramare vicino a Trieste (1856-1860)
- Condotta ad alta pressione viennese vicino a Vienna (1865)

## Saggi
- Carl Junker (1873): L'approvvigionamento idrico della città di Vienna, in R. Stadler, Vienna
- Carl Junker (1875): Progetto per la fornitura del fiume Recca da San Canziano, Trieste